# Jenei Dezső (gépészmérnök)
Jenei Dezső (Naszód, 1919. november 7. – Kolozsvár, 2004. október 6.) erdélyi magyar gépészmérnök, szakíró, fordító, szótárszerkesztő.

## Életútja
A kolozsvári Gheorghe Bariţiu Líceumban tette le az érettségi vizsgát (1937), gépészmérnöki diplomát a budapesti József Nádor Műszaki és Gazdaságtudományi Egyetemen szerzett (1942). Előbb a Magyar Siemens–Schuckert Művek mérnöke, 1945-től a kolozsvári magyar tannyelvű Gép- és Villamosipari Középiskola, 1947-től a kétnyelvű Kolozsvári Almérnöki Intézet tanára, 1948-tól a kolozsvári Mechanikai Intézet tanára két iskolaéven át, a Tehnofrig Gépgyár főmérnöke nyugalomba vonulásáig (1949–73).
Főmérnöksége alatt vált a Tehnofrig Délkelet-Európa egyik legnagyobb élelmiszeripari gépgyárává. Fontosabb kutatási témái: háromfázisú aszinkron villamos motorok fordulatszámának változtatása, hűtő- és élelmiszeripari berendezések és technológiai sorok fejlesztése. Mint szakértő számos nemzetközi – kormányközi és minisztériumok közti – tárgyaláson szerepelt. Tanulmányúton volt a Szovjetunió, Csehszlovákia, Lengyelország, Magyarország, NDK, Bulgária, NSZK, Dánia, Belgium, Franciaország, az USA számos városában.
Első műszaki könyvismertetése a Korunkban jelent meg (1974/11). További írásait az 1944 után megjelent hazai magyar nyelvű műszaki irodalomról, műszaki könyvekről, szakma és anyanyelv viszonyáról a Korunk (1976/3, 1978/4, 1979/12), továbbá A Hét 1978-as és 1979-es évkönyve közölte. Mint a Kriterion író–olvasó találkozóinak s a Tehnofrigban működő Kós Károly Műszaki-művelődési Kör üléseinek előadója az anyanyelven történő műszaki oktatás és ismeretterjesztés szorgalmazója. Több társával együtt részt vett az Atanasiu–Arieşanu–Peptea-féle fémmegmunkáló szakmunka II. részének fordításában (A fémmegmunkálás technológiája, szerszámai és munkagépei, 1980), az 1980-as években Tuzson Gáborral és Pálfalvi Attilával tagja a bukaresti Műszaki Könyvkiadó és az MTA közös kiadványaként készülő román–magyar és magyar–román műszaki nagyszótár szerkesztőbizottságának. A Munkásélet című hetilap Műszaki Értelmező Kisszótár c. rovatának szerkesztője.

## Munkái
- Útmutatások az elektrotechnikai laboratórium mérési gyakorlataihoz (főiskolai jegyzet, Füstös Kálmánnal, Kolozsvár, 1949);
- Román–magyar műszaki szótár (Biró Andrással és Rohonyi Vilmossal, Kriterion Kézikönyvek 1979);
- Magyar–román műszaki szótár I–II (Biró Andrással és Rohonyi Vilmossal. Kriterion Kézikönyvek 1981).